# Манско Белогорие
Ма̀нското Белого̀рие (на руски: Манское Белогорье) е планински хребет в крайната западна част на главния вододелен хребет на планината Източни Саяни, в южната част на Красноярски край, Русия. Хребетът се простира на протежение около 250 km от северозапад на югоизток, между долините на реките Мана на север и Сисим на юг, десни притоци на Енисей. На северозапад достига до долината на Енисей в района на Красноярск, а на югоизток се свързва с хребета Канско Белогорие. Максимална височина 1732 m. Хребетът е силно разчленен на отделни паралелни плоски масиви от долините на реките. Изграден е от протерозойски и долнокамбрийски метаморфозирани пясъчници и варовици, пронизани от интрузивни гранити. От него водят началото си реките Мана, Сизим и Дербина (десни притоци на Енисей), техните многобройни притоци и река Шинда (десен приток на Кизир). По склоновете му на височина до 600 – 700 m са разпространени борово-лиственични гори, а по-нагоре – елово-смърчово-кедрова тайга. Над 1400 – 1500 m редките вече кедрово-смърчови гори се смесват с участъци от субалпийски пасища и планинска тундра, които в съчетание със снеговете задържащи се почти целогодишно по върховете са причина за названието на хребета „белогорие, бели планини“.

## Топографска карта
- Лист от карта N-46-Б.